# Billetlugen
Billetlugen A/S er et dansk billetbureau. Billetlugen ejes af CTS Eventim, der – udover Billetlugen – råder over virksomheder i 25 forskellige lande inden for live-events og billetsalg.
Selskabet blev grundlagt i 2006, da PARKEN Sport & Entertainment opkøbte E-billetter A/S. Billetlugen har siden været ejet af Nordisk Film, der solgte deres andel fra i august 2018. 
Lokalt samarbejder Billetlugen med de største spillesteder, teatre, sportarenaer og festivaler. Billetter sælges via billetlugen.dk og har hovedkontor i København samt lokale kontorer i Stockholm og Oslo.